# 여천고등학교
여천고등학교(麗川高等學校)는 대한민국 전라남도 여수시 선원동에 있는 공립 고등학교이다.

## 학교 연혁
- 1985년 12월 30일 : 설립인가 (학급당 남, 여 5학급, 총 15학급)
- 1986년 3월 1일 : 초대 홍두석 교장 취임
- 1986년 3월 7일 : 입학식 (290명 입학)
- 1986년 5월 3일 : 개교기념일
- 2012년 3월 2일 : 학칙 변경 (학년당 9학급, 총 27학급 인가)
- 2024년 3월 1일 : 제14대 최은정 교장 부임
- 2025년 1월 9일 : 제37회 185명 졸업(총 12,086명)

## 참고 자료
- 여천고등학교 - 한국교육학술정보원 학교알리미